# Pierre d'Aubusson
Fra Pierre d’Aubusson SMOM (1423 – 3. července 1503) byl italský profesní rytíř johanitského řádu, který byl v roce 1476 zvolen velmistrem tohoto řádu. Roku 1489 byl kreován kardinálem.

## Stručný životopis
Pocházel z francouzské šlechtické rodiny, někdy v letech 1444–1445 vstoupil do řádu johanitů. Na počátku roku 1476 byl zvolen převorem auvergneského jazyka, ale již v červnu toho roku se stal velmistrem celého řádu. Zasloužil se již před tím o opevnění ostrova Rhodos. Roku 1480 došlo ke známému obléhání Rhodu na příkaz tureckého sultána Mehmeda II. Dobyvatele. Rytíři sv. Jana se hrdinně bránili pod vedením velmistra, který byl třikrát po sobě zraněn. Po sultánově smrti v roce 1481 došlo ke sporu o vládu mezi jeho syny Bájezídem a Džemem, který se utekl do ochrany rhodských rytířů. Následně byl vyslán do Francie, a dostal se do zajetí papeže. Velmistr d'Aubusson za to získal kardinálský klobouk, pravomoc nezávislosti správy řádu na papeži a majetky zrušeného kanovnického Řádu Strážců Božího hrobu.